# Eduard Vilde

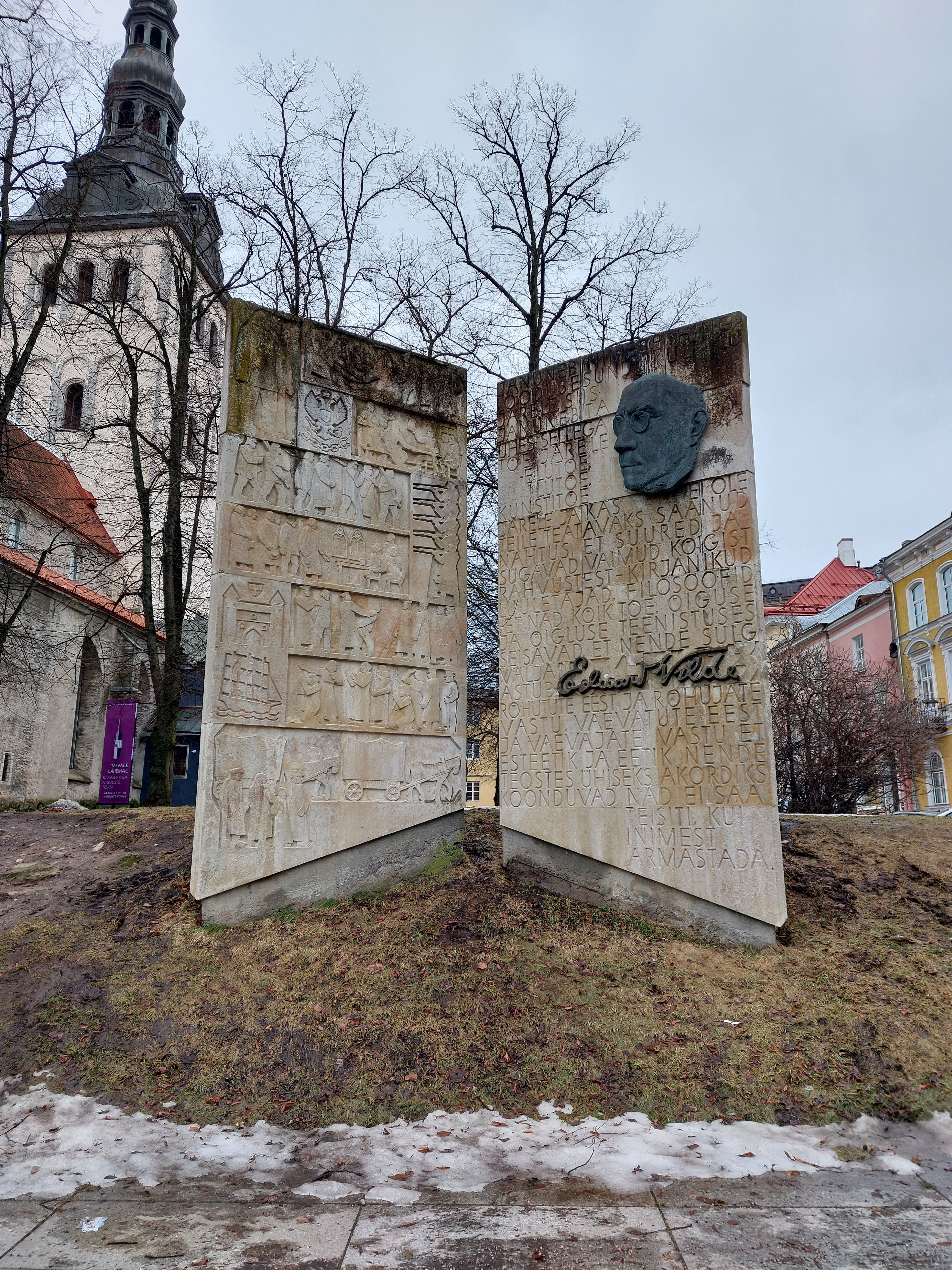
Monument Eduard Vilde in Tallinn

Eduard Vilde (Pudivere (Väike-Maarja), 4 maart 1865 - Tallinn, 26 december 1933) was een Estse schrijver, een pionier van het kritisch realisme in de Estse literatuur, en een diplomaat. 
Een van zijn bekendste werken is De Melkman van Mäeküla, dat deels gebaseerd is op kasteel Muuga waar Vildes vader als bediende werkte. Hij was een van de meest gevierde figuren in de Estse literatuur en wordt over het algemeen beschouwd als een van de eerste professionele schrijvers van het land.

## Leven en carrière
Vilde groeide op op de boerderij waar zijn vader werkte. In 1883 begon hij te werken als journalist. Hij bracht een groot deel van zijn leven door met reizen naar het buitenland en verbleef een tijdlang in Berlijn rond het jaar 1890, waar hij werd beïnvloed door het naturalisme van de Franse schrijver Émile Zola. Naast een productieve schrijver was hij ook een uitgesproken criticus van het tsaristische bewind en van de Duitse grootgrondbezitters. Met de oprichting van de eerste Estse republiek in 1919 diende hij enkele jaren als ambassadeur in Berlijn. Hij bracht de laatste jaren van zijn leven door met het bewerken en herzien van een enorme hoeveelheid van zijn verzameld werk. Na zijn dood in 1933 werd hij de eerste persoon die werd begraven in Metsakalmistu (woudbegraafplaats), in het district Pirita in Tallinn.

## Werken
- Musta mantliga mees (1886)
- Kuhu päike ei paista (1888)
- Kõtistamise kõrred (1888)
- Karikas kihvti (1893)
- "Linda" aktsiad (1894)
- Külmale maale (1896)
- Raudsed käed (1898)
- Mahtra sõda (1902)
- Kui Anija mehed Tallinnas käisid (1903)
- Prohvet Maltsvet (1905–1908)
- Jutustused (1913)
- Mäeküla piimamees (1916)
- Tabamata ime (1912)
- Pisuhänd (1913)
- Side (1917)
- Rahva sulased (onvoltooid 1934)